# Ginés Martínez

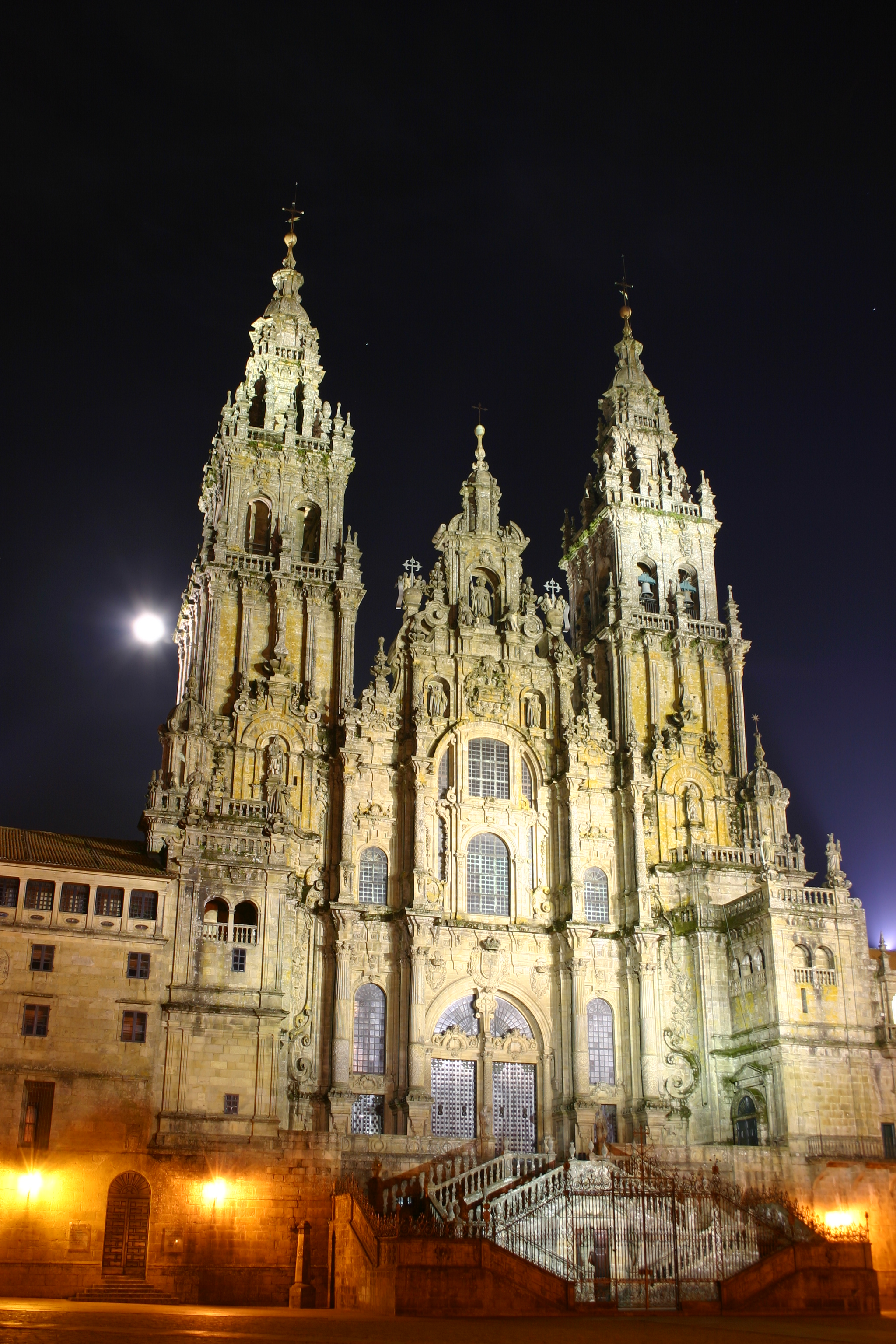
Fotografía de la escalinata de acceso a la catedral por el Obradoiro, que fue construida por Ginés Martínez de Aranda en 1606.

Ginés Martínez de Aranda (1556-1620) nacido en Baeza, fue un arquitecto español, que trabajó, sobre todo, en Andalucía y Galicia, en estilo renacentista y manierista.

## Biografía
Poco se sabe de su vida personal. Comenzó trabajando en su tierra natal. A comienzos del siglo XVII conoció probablemente a Maximiliano de Austria, quien en 1603 accedió a la cátedra arzobispal de Santiago, y al que acompañó a esta ciudad, de suerte que en ese mismo año fue nombrado maestro de obras de la catedral compostelana. Martínez apenas estuvo tres años años en ese cargo, pues en 1606 ya deja de figurar cómo tal.

## Obra

### Obra andaluza
- Fuente de Santa María, 1564, Baeza.
- Iglesia de la Mota, Alcalá la Real.

### Obra gallega
- Escalinata de acceso a la entrada occidental (es decir, la actual fachada del Obradoiro) de la Catedral de Santiago (1606).
- Colegio de Sano Clemente, Santiago de Compostela.
- Patio del convento de Sano Francisco, Santiago de Compostela.
- Cúpula de la iglesia de San Martiño Pinario, Santiago de Compostela.

Las tres últimas obras son atribuidas, basándose en razones cronológicas y estilísticas.